# Sobennikoffia poissoniana
Sobennikoffia poissoniana é uma espécie de orquídea, família Orchidaceae, que habita o norte e noroeste de Madagascar. É uma planta litófita, monopodial, com caule e folhas longos, e inflorescência racemosa com flores brancas de sépalas e pétalas livres, e longo nectário na parte de trás de seu labelo afunilado. É similar à Sobennikoffia robusta, porém menor. Apenas duas coletas conhecidas.